# اوستاشه
اوستاشه (کرواتی: Ustaša – Hrvatski revolucionarni pokret) یک حزب تندرو و ملی‌گرای کروات بود که بین سال‌های ۱۹۲۹ و ۱۹۴۵ فعالیت می‌کرد و در فاصله سال‌های ۱۹۴۱ تا ۱۹۴۵ قدرت را در دولت مستقل کرواسی در اختیار داشت.

## ایدئولوژی
یکی از تأثیرات ایدئولوژیک عمده بر ناسیونالیسم کرواتی اوستاشه، آنته استارچویچ، فعال کروات قرن نوزدهم، مدافع اتحاد و استقلال کرواسی بود که از نظر دیدگاه ضد هابسبورگ و ضد صرب بود.
آرمان آنته استارچویچ، تشکیل کشور کرواسی بزرگ بود که شامل سرزمین های کروات ها، صرب ها، بوسنیایی ها و اسلوونیایی ها می‌شد.
اوستاش ها از نظریات استارچویچ برای ترویج الحاق بوسنی و هرزگوین به کرواسی استفاده کردند و کرواسی را دارای دو مؤلفه اصلی قومی فرهنگی می‌دانستند: کاتولیک ها و مسلمانان.
اوستاشه به شدت تحت تاثیر فاشیسم و نازیسم قرار داشت. آنته پاولیچ، رهبر اوستاشه، پوگلونیک نامیده می‌شد که شبیه دوچه فاشیست ها و پیشوای نازی ها بود. اوستاش ها مانند فاشیست ها اقتصاد شرکتی را ترویج می‌کردند. برخی نویسندگان اوستاشه را فاشیسم روحانی نامیده اند که به اهمیت مذهب کاتولیک رومی در این ایدئولوژی تأکید می‌کند.

## جنایات جنگی
اوستاشه تحت رهبری آنته پاولیچ، در طول جنگ جهانی دوم مرتکب نسل کشی و جنایات جنگی شدند. هدف اوستاش ها تضعیف قدرت غیر کروات ها و تشکیل کشور کرواسی بزرگ بود. اوستاشه در طول جنگ جهانی دوم حدود 600 هزار صرب، به علاوه ده ها هزار یهودی و کولی را از بین بردند. آنته پاولیچ عقیده داشت یک سوم صرب ها باید کشته شوند،یک سوم تبعید شوند و یک سوم به مذهب کاتولیک بگروند.